# Mravenec černolesklý
Mravenec černolesklý (Lasius fuliginosus) je smolně černý a velice lesklý mravenec. Má velkou hlavu, která je vzadu hluboce vykrojena (hlava připomíná tvarem srdce). Charakteristicky zapáchá a je označován jako pěstitel hub, stavějící si kartonová hnízda.

## Typy jedinců

### Dělnice

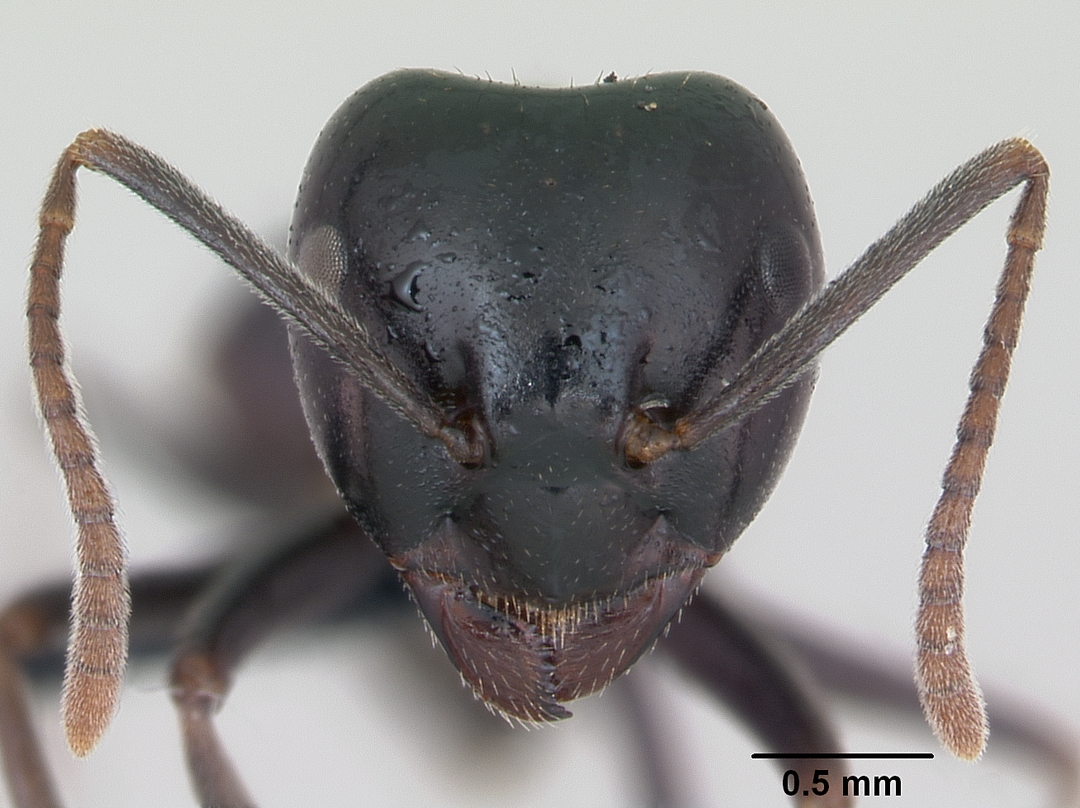
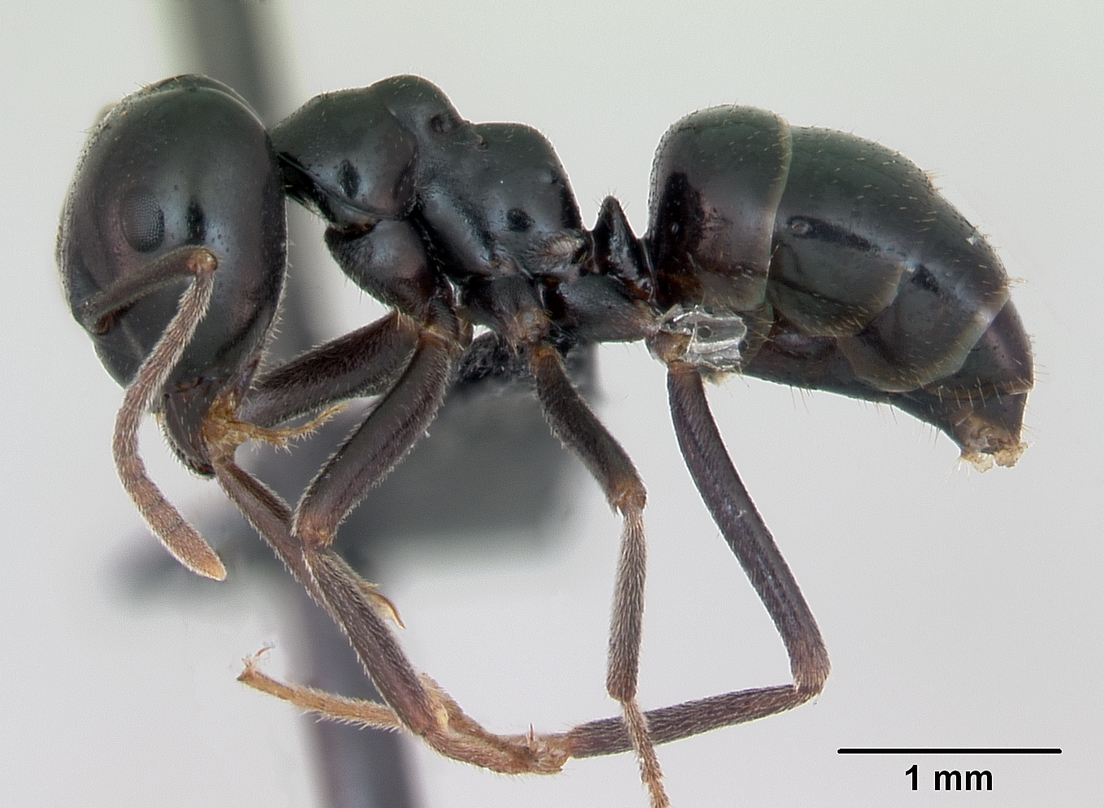
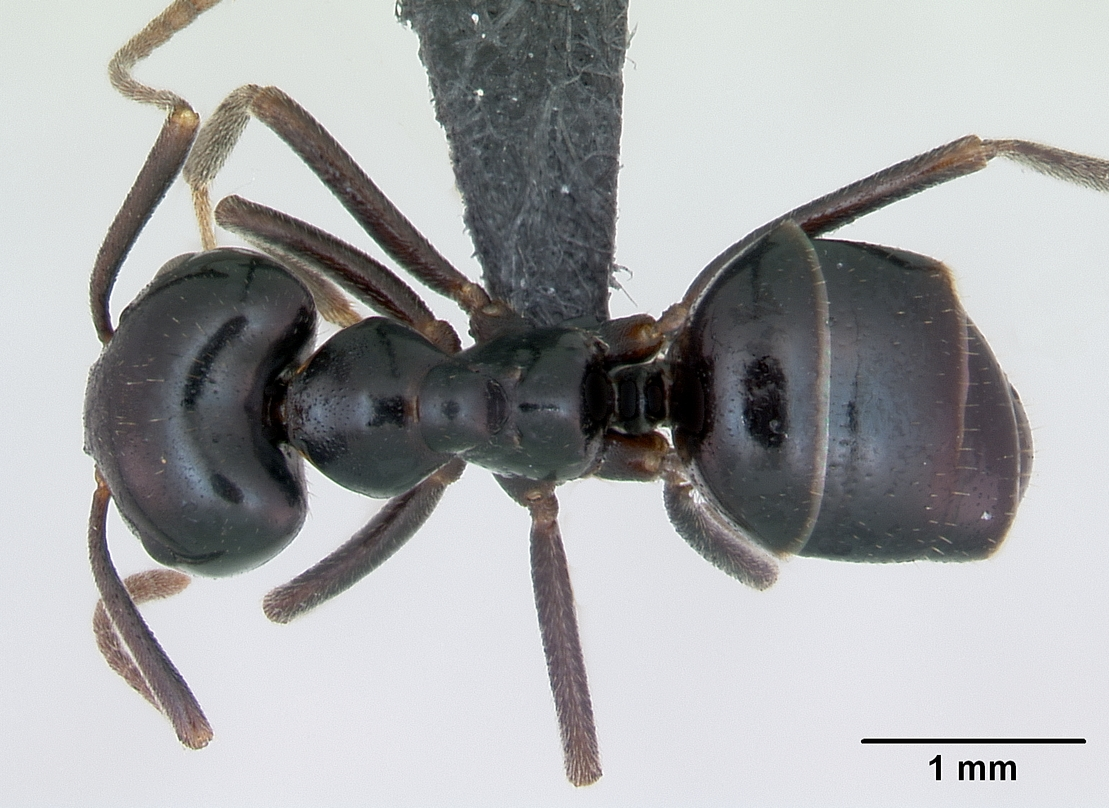

Délka těla 4-5 mm. Jde o neplodné modifikace samičky bez křídel. Tvoří nejpočetnější kastu v mraveništi zajišťující chod celého mravenčího státu. Dělnice shánějí potravu, starají se o potomstvo a chrání hnízdo.

### Samička (Královna)

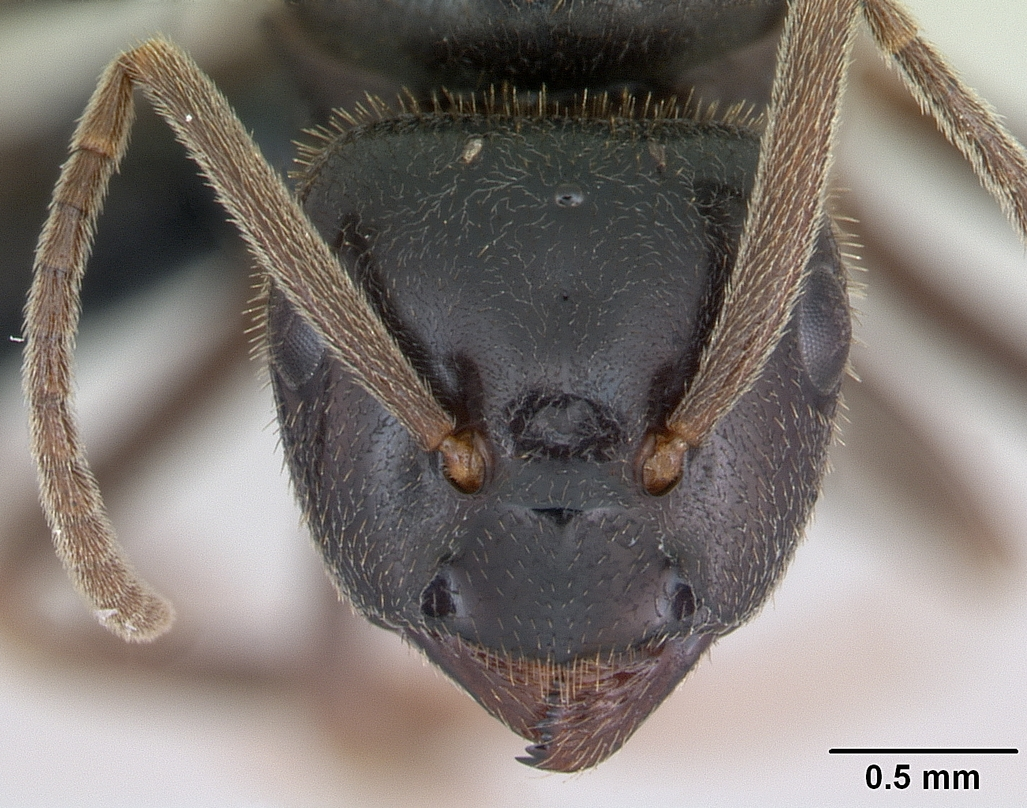
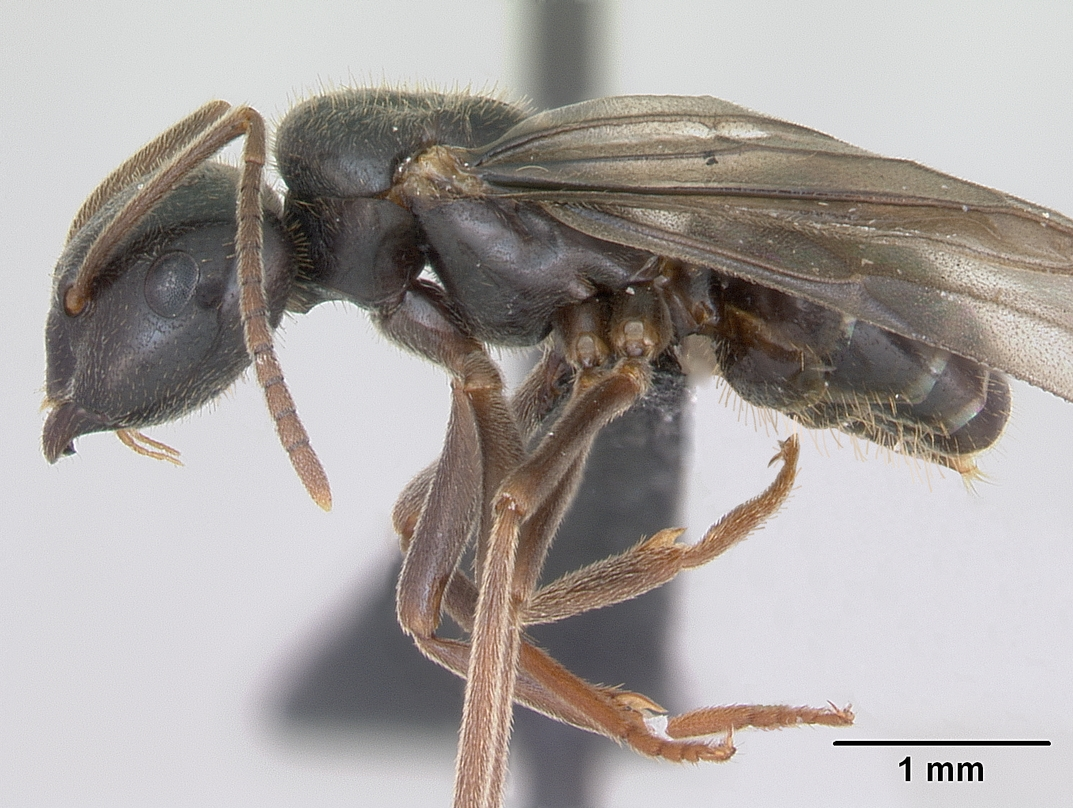
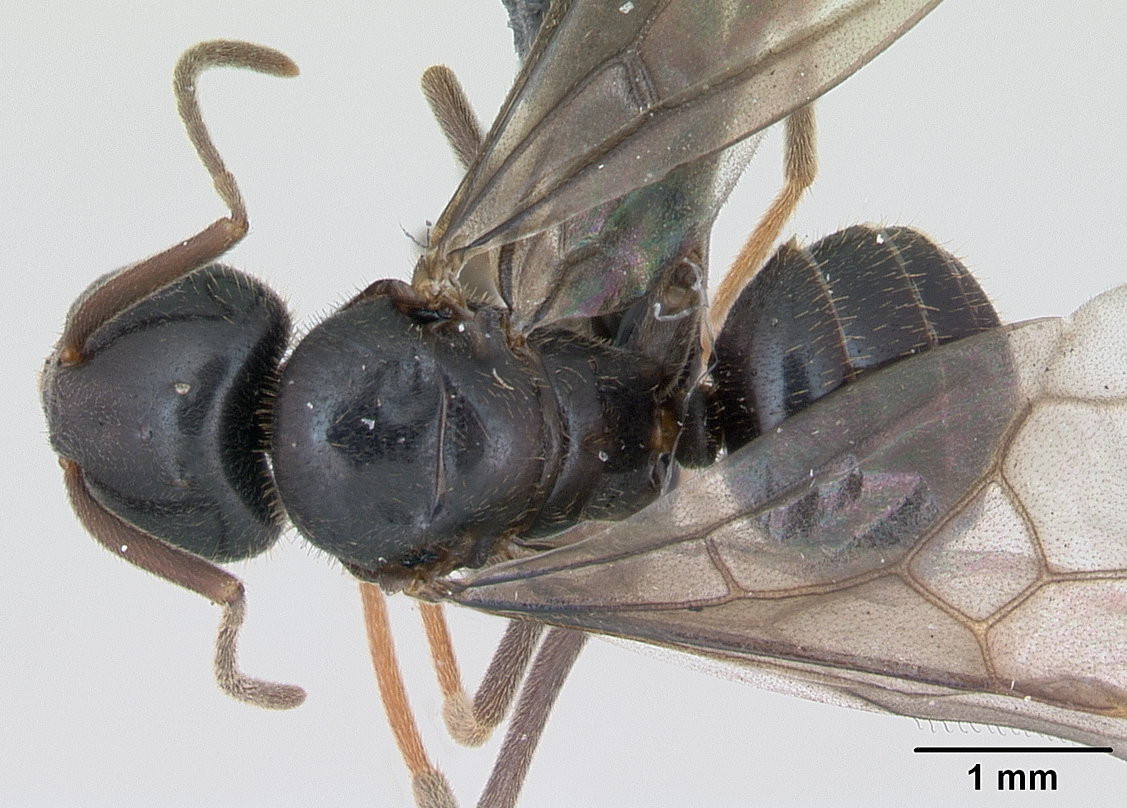

Pohlavní jedinec délky 5-7 mm s temenními očky. Je krátkodobě okřídlená, po páření si křídla ulomí, aby využila křídelní svalovinu pro získání energie na založení kolonie. Obvykle žije až 15 let. V ústní dutině má komůrku, v níž do nové kolonie odnáší zárodek houby, kterou tento druh pěstuje.

### Samec

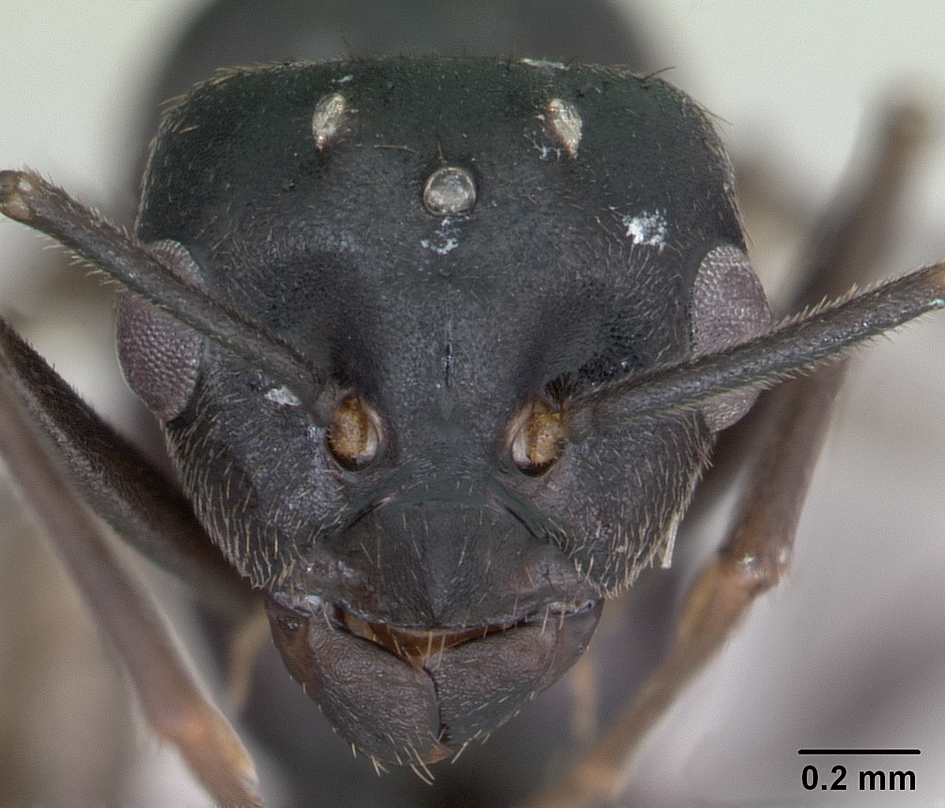
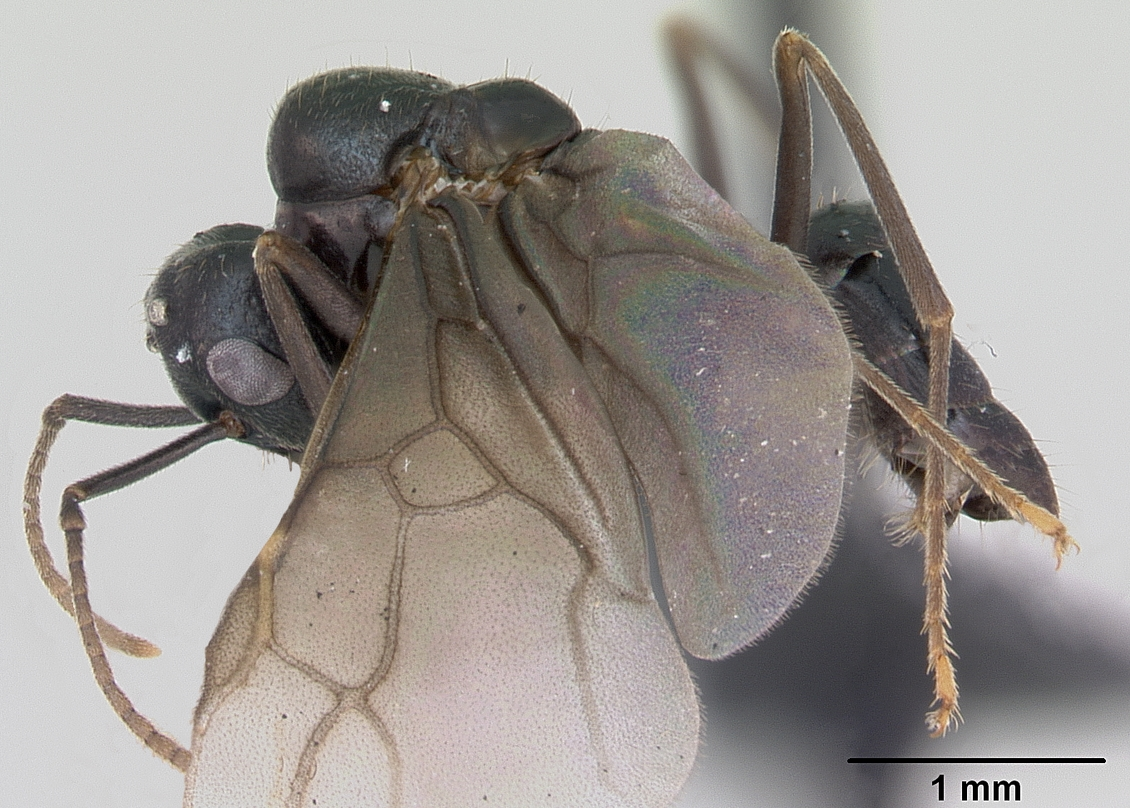
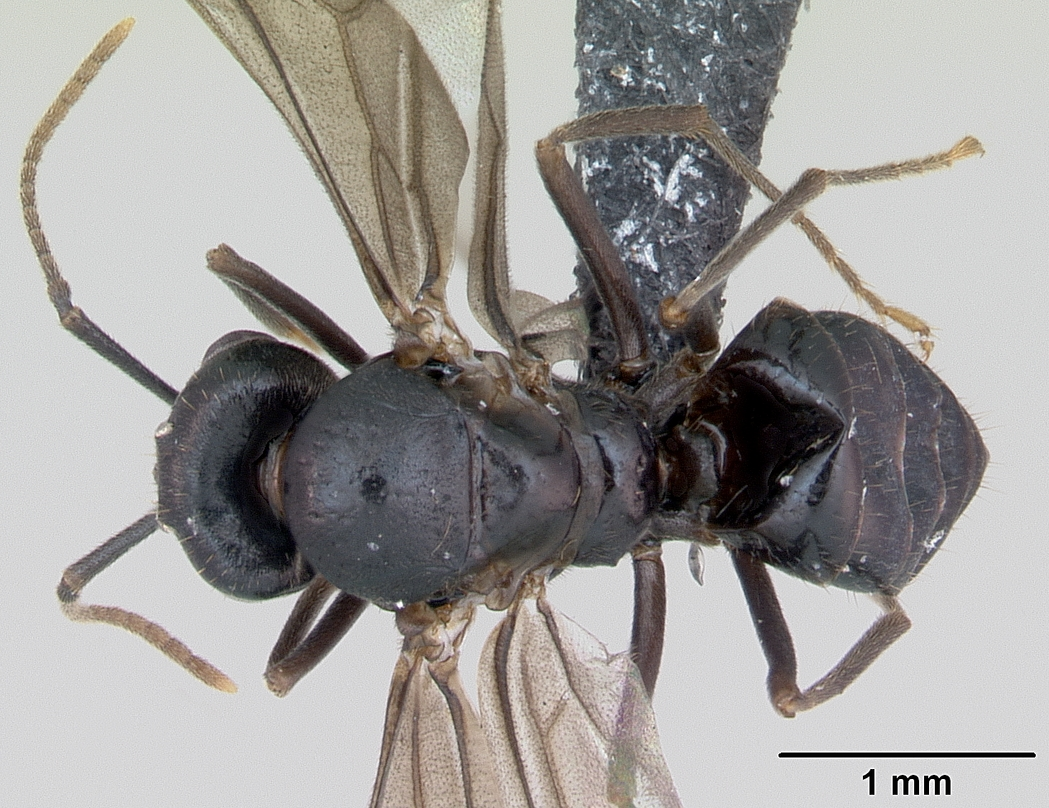

Okřídlený pohlavní jedinec dorůstající délky 3,5-5 mm. Žije velice krátkou dobu, po páření („svatebním letu“) umírá.

## Výskyt
Hojně žijící denní druh vyhledávající suchá místa – nejčastěji v listnatých a smíšených lesích, parcích, sadech hlavně v nížinách, ale stoupá i do hor. Rozšířen v celé Evropě, dále v oblasti Kavkazu, Sibiře, Číny, Japonska a části Indie.

## Hnízdo (Mraveniště)
Nejčastěji v dutinách živých stromů vrb, topolů a dubů. Jako jediný druh v Česku si staví podzemní kartonová hnízda (z dřevobetonu, směs hrubé dřevnaté drtě, hlíny slepená medovicí a sekrety vyloučenými z mandibulární žlázy). Zavěšená podzemní hnízda z dřevobetonu dosahují až délky 2 m; pro tento způsob života jsou mravenci černolesklí někdy označováni jako poddruh Dendrolasius (dendron = strom).

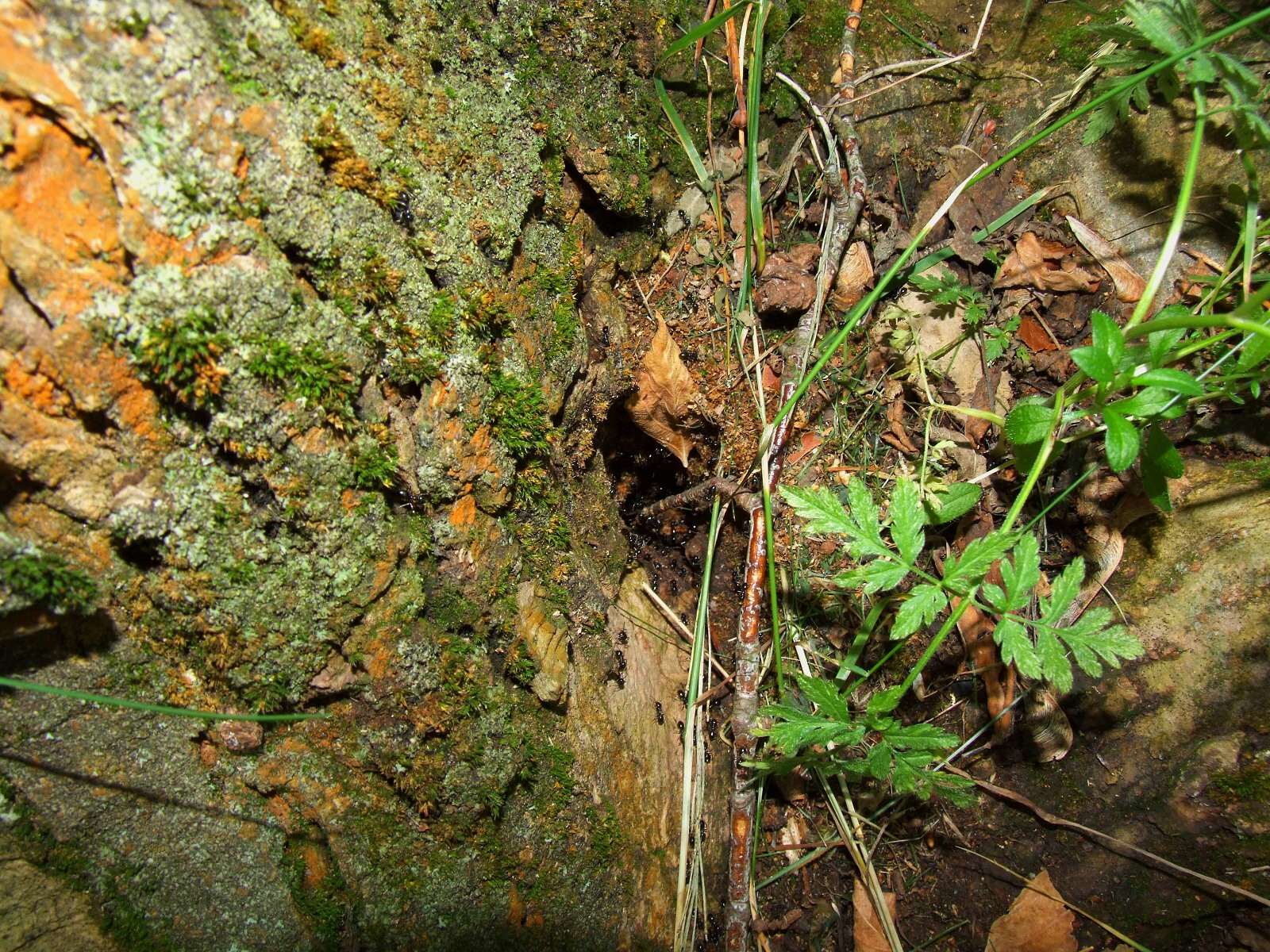
Vstup do hnízda v dutině stromu

## Založení kolonie a způsob života
V březnu královny kladou vajíčka, ze kterých se vylíhnou díky speciální potravě pohlavní jedinci (samci a samice). Krátce po vylíhnutí nastává doba páření (červen až červenec), tyto roje jsou značně početné. Při kopulaci samička získává od více samců sperma, které uschovává v semenné schránce a dle potřeby klade oplodněná nebo neoplodněná vajíčka po celý svůj život.
Z neoplozených vajíček se líhnou dělnice nebo samičky a z oplozených vajíček samci. Velká část pohlavních jedinců se při „svatebním letu“ stává kořistí ptáků a dalších predátorů.
Oplodněná královna shodí křídla a snaží se založit novou kolonii. Mravenec černolesklý vytváří monogynní (jedna královna), občas oligogynní společenství (malý počet královen).
Samička tohoto druhu zakládá násilně hnízda podobně jako Formica rufa u druhů Lasius umbratus nebo Lasius mixtus, kdy vnikne do hnízda, usmrtí královnu a nastoupí na její místo. Kolonie těchto mravenců se dožívá i dvaceti let.

## Potrava
Všežravý druh, lovící hmyz, část potravy tvoří výměšky ze žláz mšic a červců, takzvané medovice. Staví dokonce povrchové hliněné tunely (hlavně na dubech), chránící mšice před hmyzem a nepohodou. Zvláštností tohoto druhu je konzumace a pěstování hnědě sametové houby Septosporium myrmecophilum, která je vyživována medovicí. Na rozdíl od známého mravence zahrádkáře Atta slouží pěstování této houby pouze jako doplněk stravy.

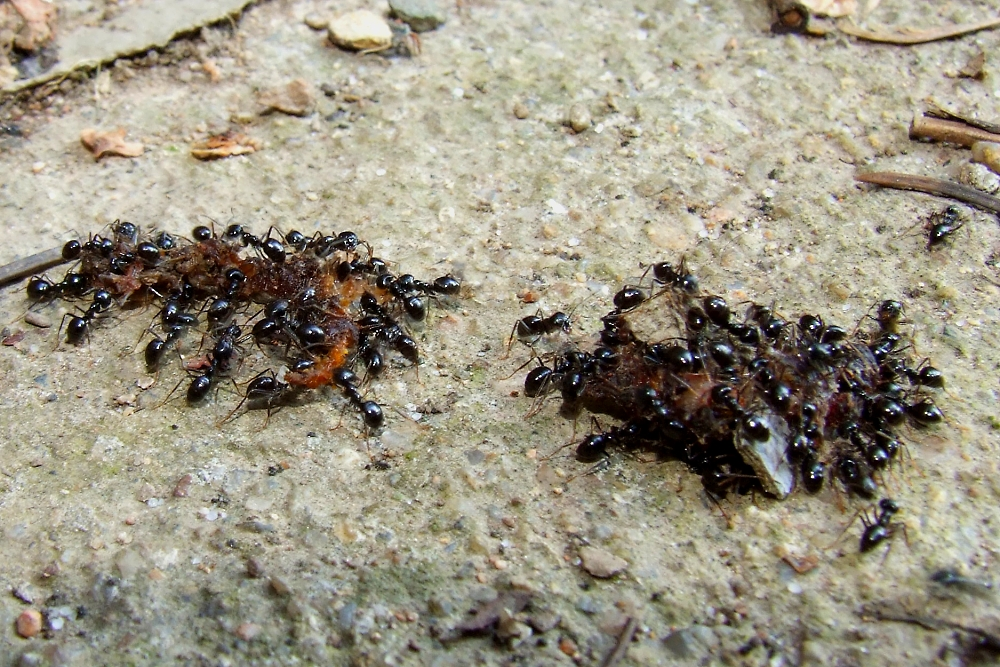
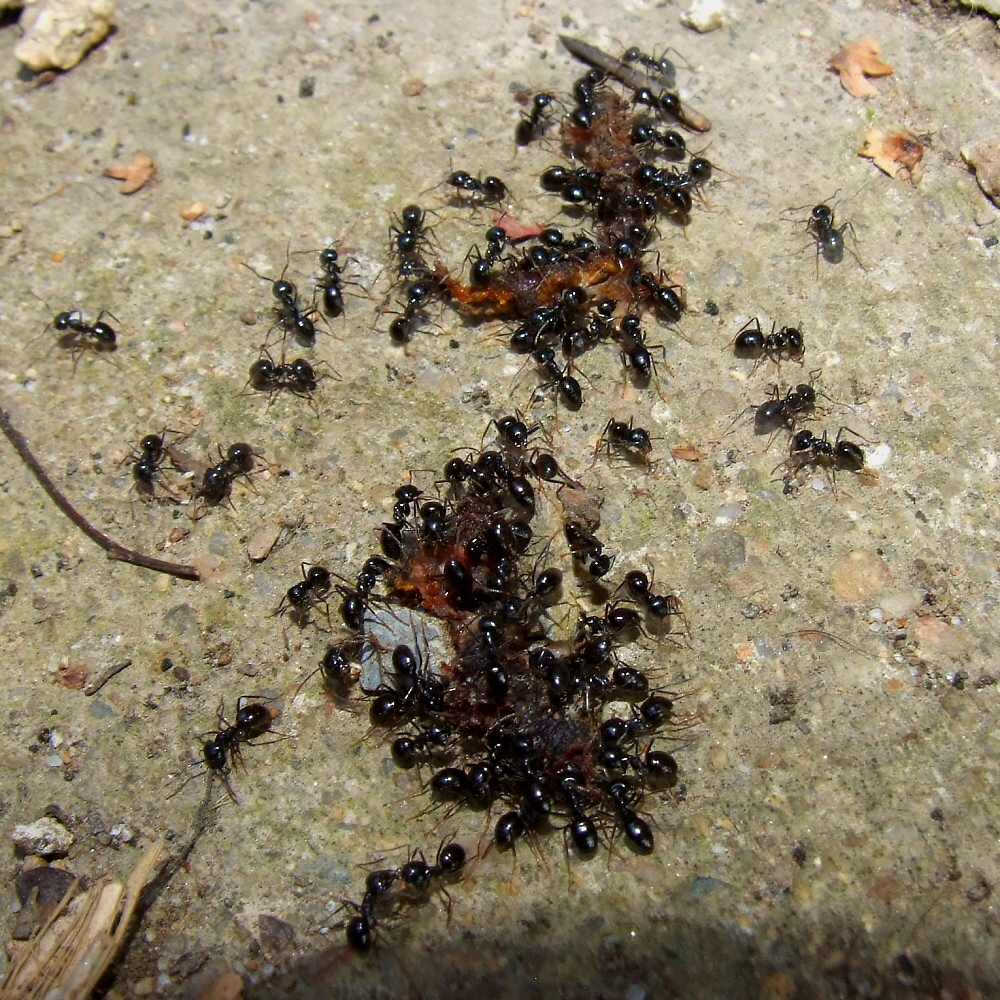
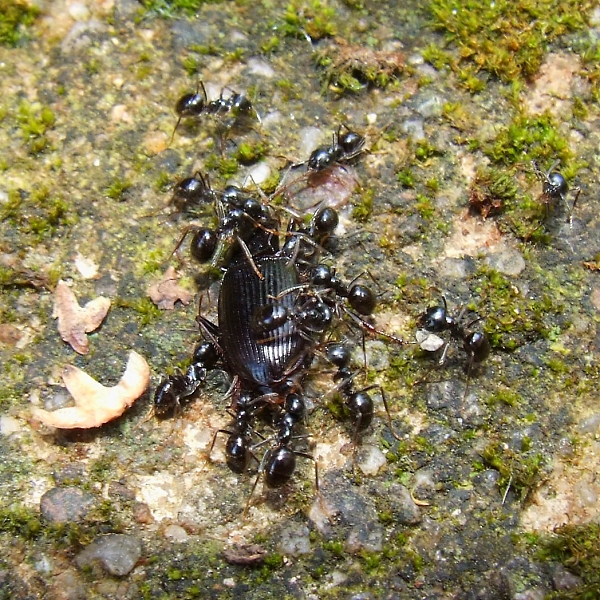
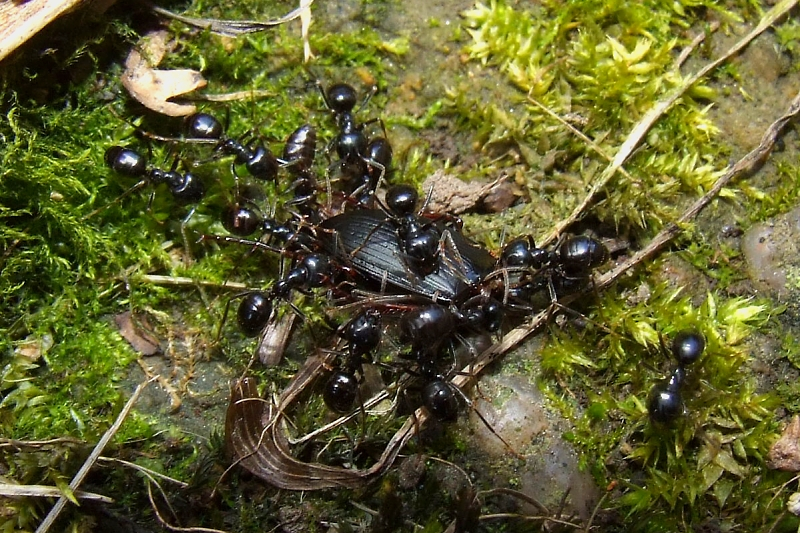

## Symbiotické vztahy mravenců
Mravenec černolesklý vyhledává, stará se, chrání a rozšiřuje mšice; dokonce pro ně staví "pavilonky", přenášejí je na nová místa a v zimě je chrání hluboko v mraveništi.
Na oplátku mšice poskytují mravencům velice výživnou medovici, slouží jim stejně jako dojné krávy lidem.

## Zvláštnosti
Sousední hnízda jsou mezi sebou spojena velice dobře udržovanými cestami, ze kterých mravenci odstraňují kamínky, větvičky a jiné překážky. Tyto cesty dosahují délky desítek metrů. Po čase se cesty zpřetrhají a jednotlivá hnízda se osamostatní. Mravenec černolesklý dovede vydávat zvuky (stridulovat), třením ostře rýhované destičky umístěné na spodní straně třetího článku zadečku. Vzniká tedy jemný vrzavý zvuk neslyšitelný pro lidské ucho.